# Panipak Wongpattanakit
Panipak Wongpattanakit (en tailandés: พาณิภัค วงศ์พัฒนกิจ; 8 de agosto de 1997) es una deportista tailandesa que compite en taekwondo.
Participó en tres Juegos Olímpicos de Verano entre los años 2016 y 2024, obteniendo tres medallas: bronce en Río de Janeiro 2016, oro en Tokio 2020 y oro en París 2024. En los Juegos Asiáticos consiguió tres medallas entre los años 2014 y 2022.
Ganó cinco medallas en el Campeonato Mundial de Taekwondo entre los años 2015 y 2023, y tres medallas en el Campeonato Asiático de Taekwondo entre los años 2014 y 2024.

## Palmarés internacional
| Juegos Olímpicos    | Juegos Olímpicos         | Juegos Olímpicos  | Juegos Olímpicos |
| Año                 | Lugar                    | Medalla           | Categoría        |
| ------------------- | ------------------------ | ----------------- | ---------------- |
| 2016                | Río de Janeiro (Brasil)  | Medalla de bronce | –49 kg           |
| 2020                | Tokio (Japón)            | Medalla de oro    | –49 kg           |
| 2024                | París (Francia)          | Medalla de oro    | –49 kg           |
| Campeonato Mundial  |                          |                   |                  |
| Año                 | Lugar                    | Medalla           | Categoría        |
| 2015                | Cheliábinsk (Rusia)      | Medalla de oro    | –46 kg           |
| 2017                | Muju (Corea del Sur)     | Medalla de plata  | –49 kg           |
| 2019                | Mánchester (Reino Unido) | Medalla de oro    | –49 kg           |
| 2022                | Guadalajara (México)     | Medalla de bronce | –49 kg           |
| 2023                | Bakú (Azerbaiyán)        | Medalla de plata  | –49 kg           |
| Juegos Asiáticos    |                          |                   |                  |
| Año                 | Lugar                    | Medalla           | Categoría        |
| 2014                | Incheon (Corea del Sur)  | Medalla de bronce | –46 kg           |
| 2018                | Yakarta (Indonesia)      | Medalla de oro    | –49 kg           |
| 2022                | Hangzhou (China)         | Medalla de oro    | –49 kg           |
| Campeonato Asiático |                          |                   |                  |
| Año                 | Lugar                    | Medalla           | Categoría        |
| 2014                | Taskent (Uzbekistán)     | Medalla de oro    | –46 kg           |
| 2016                | Pásay (Filipinas)        | Medalla de oro    | –49 kg           |
| 2024                | Đà Nẵng (Vietnam)        | Medalla de plata  | –49 kg           |